# Vinicius José Ignácio
Vinicius José Ignácio hay Didi (sinh 25 tháng 5 năm 1991) là một cầu thủ bóng đá Brazil thi đấu cho Adanaspor.